# Caroline Rue
Caroline Rue är en amerikansk trummis.
Caroline Rue spelade först trummor i bandet The Omelettes. Hon var 1989 med och bildade bandet Hole tillsammans med Courtney Love, Eric Erlandson och Jill Emery. Rue lämnade Hole 1992 och ersattes av Patty Schemel. 1997 blev hon medlem i bandet Mocket.

## Diskografi
- 1991 – Pretty on the Inside, Hole